# Museo del cristallo
Il Museo del cristallo, dedicato al cristallo, è un museo di Colle di Val d'Elsa, inaugurato nel 2001.

## Edificio
I progettisti della struttura museale sono stati gli architetti Duccio Santini e Marcello Taddei. L'edificio è stato costruito inglobando la ciminiera dell'ex-vetreria "Boschi" e si sviluppa in più piani ipogei, dove quattro pilastri cilindrici sostengono il rudere della ciminiera; verso di essi convergono le travi reticolari in acciaio. La zona di ingresso, realizzata in cristallo, permettendo di cogliere lo sviluppo sotterraneo, è preceduta da un'area pavimentata in travertino. All'interno è presente un ballatoio al primo livello. Una composizione di bicchieri di cristallo appesi a lunghi fili scende dal lucernario fino al livello del ballatoio.

## Esposizione
L'esposizione illustra la storia della produzione del cristallo, dalle origini della produzione vetraria nel XIV secolo, con alcuni reperti di età medioevale, alle fabbriche impiantate nel XIX secolo a Colle di Val d'Elsa, con la produzione di vetri per l'ottica e di vetro dicroico, all'invenzione di un nuovo sistema di produzione di oggetti mediante "semiforme", e fino alle sperimentazioni per la realizzazioni del cristallo al piombo (1963) e alla moderna produzione di oggetti di design.

### La storia della lavorazione del cristallo a Colle di Val d'Elsa
Nel 1820 nacque a Colle di Val d'Elsa la prima fabbrica di cristalli, diretta dal francese Mathis, al quale subentrarono nel 1832 le vetrerie Schmidt, la cui produzione è rappresentata nel museo da numerosi oggetti di uso quotidiano. Nacquero e chiusero i battenti anche diverse altre aziende, tra le quali le "Vetrerie riunite" di Modesto Boschi, che produssero oggetti in vetro soffiato o pressato, anche colorato, e vetri incisi per mezzo della ruota di rame (con decorazioni a motivi floreali o tralci di vite, o personalizzazioni con scritte), con intaglio profondo, "a coste larghe", eseguito dove lo spessore del vetro lo consentiva. Negli anni trenta operarono presso le vetrerie Boschi gli incisori Mario Salvi e Nello Cigni, che introdussero figure e scene in chiaroscuro, circondate dal decoro vegetale.

### Pezzi esposti
Nel piano ipogeo inferiore sono esposti gli antichi macchinari (pressa in ghisa, forno per la fusione, a crogiolo o a bacino, e forno per la ricottura), stampe e attrezzi (canna, "cardellina", "pontello", "maiosce", "mollere", pinze, forbici, "gnacchere"). Sono inoltre esposti 150 pezzi provenienti per lo più da collezioni private. Altri pezzi firmati da designer e artisti  e realizzati in collaborazione con le aziende produttrici della città, sono esposti al secondo piano interrato.

## Galleria d'immagini

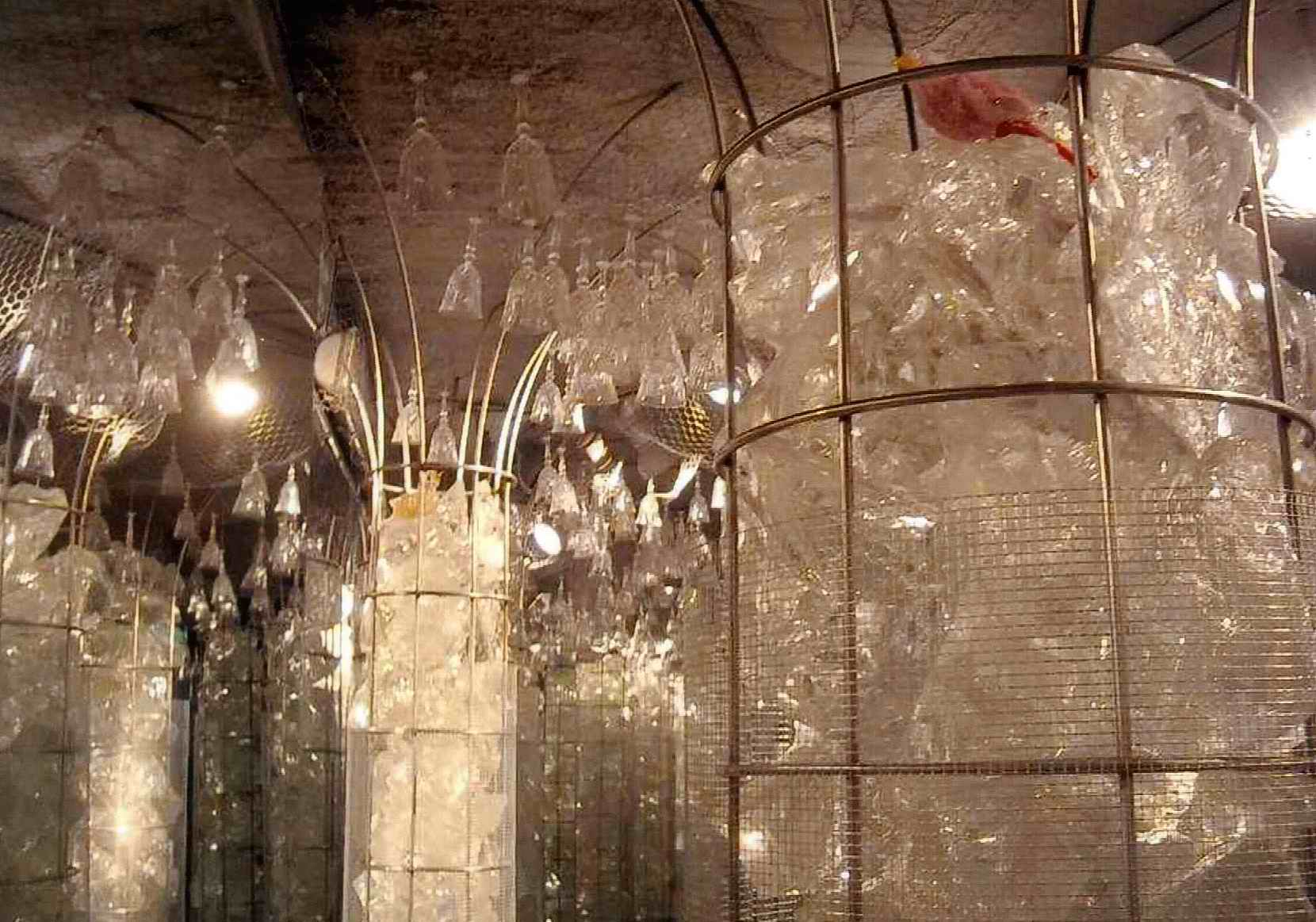
"Bosco di cristallo" nel museo.
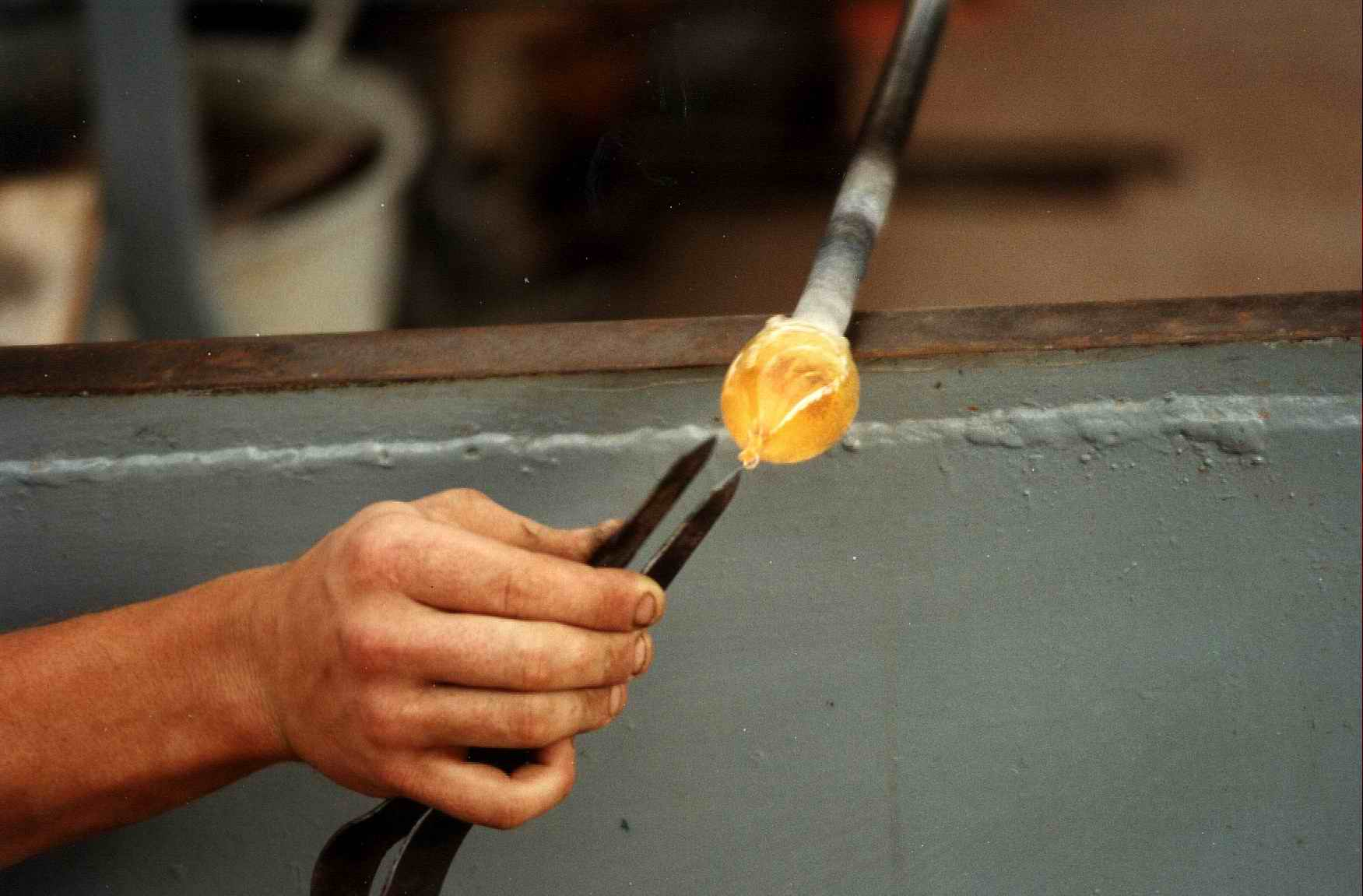
Lavorazione manuale del cristallo a Colle di Val d'Elsa
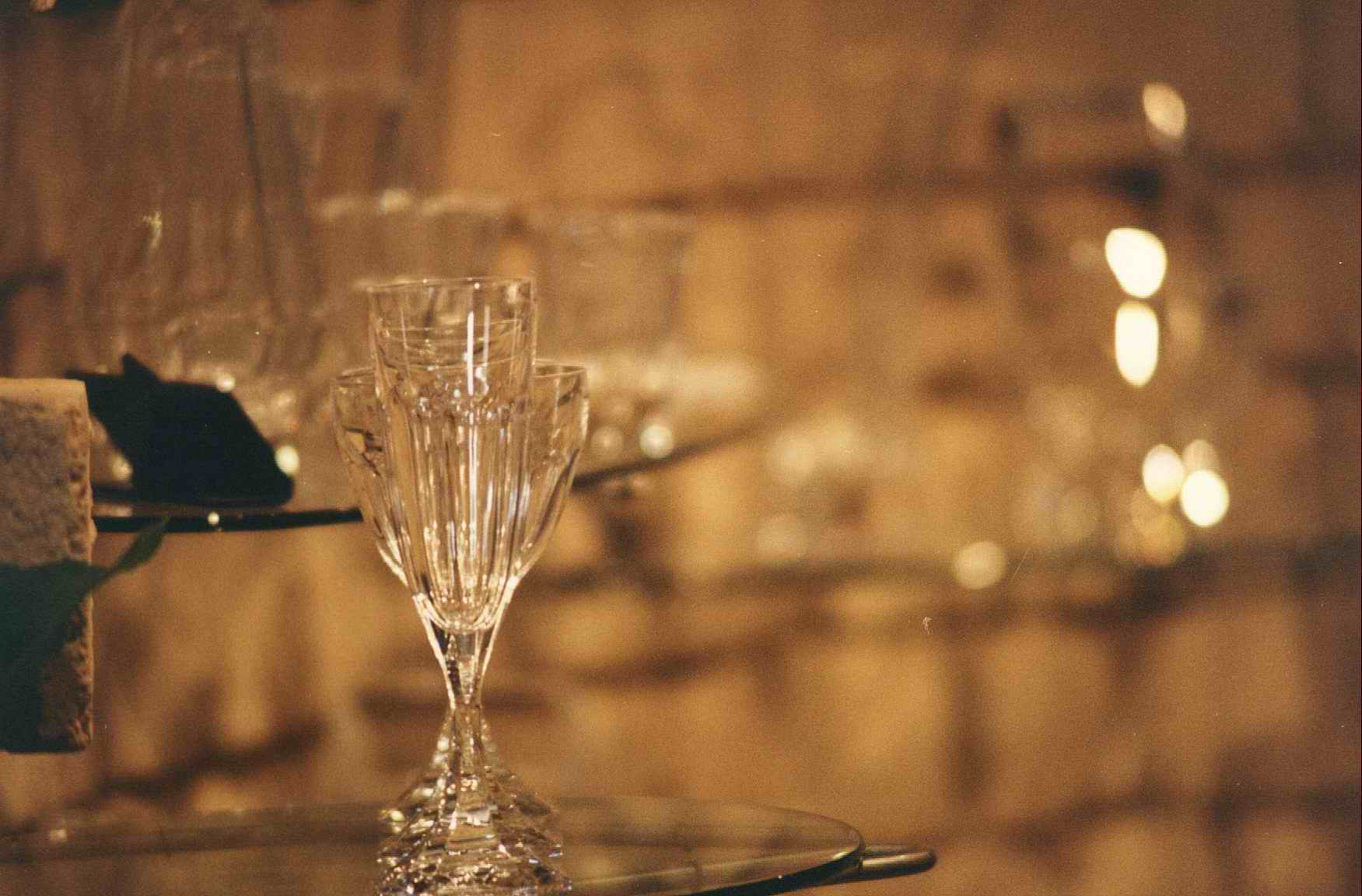
Cristalli in mostra